# Lopate
Lopate (cyr. Лопате) – wieś w Czarnogórze, w gminie Podgorica. W 2011 roku liczyła 12 mieszkańców.